# Liste der Baudenkmäler in Egloffstein
Auf dieser Seite sind die Baudenkmäler in dem oberfränkischen Markt Egloffstein zusammengestellt. Diese Tabelle ist eine Teilliste der Liste der Baudenkmäler in Bayern. Grundlage ist die Bayerische Denkmalliste, die auf Basis des Bayerischen Denkmalschutzgesetzes vom 1. Oktober 1973 erstmals erstellt wurde und seither durch das Bayerische Landesamt für Denkmalpflege geführt wird. Die folgenden Angaben ersetzen nicht die rechtsverbindliche Auskunft der Denkmalschutzbehörde.
 Diese Liste gibt den Fortschreibungsstand vom 29. Juli 2023 und enthält 40 Baudenkmäler.

## Baudenkmäler nach Gemeindeteilen

### Egloffstein
| Lage                                                                  | Objekt                                                             | Beschreibung | Akten-Nr.              | Bild |
| --------------------------------------------------------------------- | ------------------------------------------------------------------ | --- | ---------------------- | --- |
| Badstraße 113 (Standort)                                              | Wohnhaus                                                           | Eingeschossiger Satteldachbau mit Altane, 1935 von Jakob Schmeißner, Einfriedung | D-4-74-124-54 Wikidata | BW |
| Egilolfstraße 79 (im ehemaligen Ökonomiehof des Schlosses) (Standort) | Bauernhaus                                                         | Fachwerk, wohl 18. Jahrhundert | D-4-74-124-13 Wikidata | [[Vorlage:Bilderwunsch/code!/C:49.70278,11.25637!/D:Egilolfstraße 79 (im ehemaligen Ökonomiehof des Schlosses), Bauernhaus!/\|BW]] |
| Egilolfstraße 80 a (Standort)                                         | Schloss Egloffstein                                                | im Kern mittelalterliche Ganerbenburg mit ehemals zwei nach 1648 aufgelassenen Vorhöfen, vierflügelige Anlage aus um einen kleinen Hof gruppierten ungleichen Bauteilen, drei- und viergeschossige Satteldachbauten, verputzt mit Eckquaderungen, Turm mit Pyramidendach, Ostflügel und Ostteil des Südflügels im Kern 1184, Westteil des Südflügels und Turm 1483–93, Dachstuhl 1648, Westflügel nach 1632, Nordtrakt 18. Jahrhundert; nach 1648 Aufteilung des Burgbergs in obmännische alte Burg, gräfliche, siehe Amtshaus, Egilofstraße 82 und Majoratslinie, siehe Majoratshaus, Egilofstraße 83, die Ökonomie 1691 mehrere Bauernhöfe vgl. Egilofstraße 79 und 80 b, ehemalige Schlosskirche siehe evangelische Pfarrkirche | D-4-74-124-1 Wikidata  | weitere Bilder |
| Egilolfstraße 81 (Standort)                                           | Sogenanntes Kemenatlein                                            | ehemaliges Vogthaus oder Amtsdienerhaus, zweigeschossiger massiver Walmdachbau, verputzt, im Kern 15. Jahrhundert, 1890 erhöht | D-4-74-124-1           | weitere Bilder |
| Rittergasse 80 b (Standort)                                           | Zwingermauerrest                                                   | Naturstein, mittelalterlich | D-4-74-124-1           | weitere Bilder |
| Egilolfstraße 82 (Standort)                                           | Amtshaus                                                           | stattlicher zweigeschossiger Walmdachbau, massiv mit Eckquaderungen, bezeichnet 1771, mit Wappenstein von 1664 Spolie vom ehemaligen Geschützturm | D-4-74-124-16 Wikidata | weitere Bilder |
| Egilolfstraße 83 a, 83 b (Standort)                                   | Majoratshaus                                                       | Zweigeschossiger langgestreckter Satteldachbau, schlichter Massivbau, verputzt, weitgehender Neubau 1881, über spätmittelalterlichem Kern mit Umbauten des 18. Jahrhunderts, erdgeschossiges Kleinhaus, massiv, verputzt, Satteldach, vor 1822, Majoratsscheune, ursprünglich ein spätmittelalterlicher Wohnbau, sogenannte Hofstatt auf dem Berge, Umfassungsmauern spätmittelalterlich, Bruchstein, verputzt, Satteldach mit Fachwerkgiebel, Kanonenhäuschen, kleiner achteckiger Zeltdachbau, massiv, verputzt, von 1789, ehemalige Eingrenzung der Schießbahn, ursprünglich eine Hecke, heute Laubengang aus Hainbuchen, als Verbindung zwischen Majoratsscheune und Kanonenhäuschen                                           | D-4-74-124-18 Wikidata | BW |
| Nähe Kirchenweg (Standort)                                            | Evangelische Pfarrkirche, ehemalige Schlosskirche St. Bartholomäus | Massive Saalkirche mit Walmdach, Ostturm mit Zwiebelhaube, 1750–52 nach Plänen von Johann David Steingruber auf den Grundmauern der ehemaligen unteren Kemenate errichtet; mit Ausstattung;, dem Schloss (siehe dort) vorgelagert | D-4-74-124-3 Wikidata  | weitere Bilder |
| Markgrafenstraße 100 (Standort)                                       | Ehemaliges Pfarrhaus                                               | In den Hang gebauter ein- bis zweigeschossiger Bau auf Winkelgrundriss, massiv, verputzt, Walmdach mit Hechtgauben, Reformstil, 1906 von Fritz Fuchsenberger | D-4-74-124-21 Wikidata | BW |
| Marktplatz 22 (Standort)                                              | Ehemalige Zehntscheuer und ehemaliger Witwensitz Neuer Bau         | Dreigeschossiger Walmdachbau, massiv, verputzt, mit Gliederungen und Rahmungen in rotem Sandstein, 1775 | D-4-74-124-11 Wikidata | weitere Bilder |
| Marktplatz 22 (Standort)                                              | Felsenkeller unter dem Burgberg                                    | Seit 1728 zunächst zur Materialgewinnung Stein und Sand entstanden, Anfang 19. Jahrhundert als Gängesystem mit 24 Parzellen angelegt | D-4-74-124-49 Wikidata | weitere Bilder |
| Rittergasse 80 b (Standort)                                           | Ehemalige Scheune am Ökonomiehof des Schlosses                     | Heute zu Wohnzwecken ausgebaut, auf die Zwingermauer aufgesetzter Satteldachbau, Fachwerk, erdgeschossig, 17./18. Jahrhundert, überformt | D-4-74-124-14 Wikidata | BW |
| Talstraße 6 (Standort)                                                | Wohnhaus                                                           | Zweigeschossiger traufständiger Satteldachbau, Erdgeschoss massiv, Obergeschoss Fachwerk, erste Hälfte 19. Jahrhundert | D-4-74-124-6 Wikidata  | weitere Bilder |
| Talstraße 8 (Standort)                                                | Gasthaus Post                                                      | Traufständiger Massivbau mit flach geneigtem Satteldach, verputzt, dreigeschossig über hohem Keller, um 1870 | D-4-74-124-7 Wikidata  | weitere Bilder |
| Talstraße 9 (Standort)                                                | Wohnhaus                                                           | Zweigeschossiger giebelständiger Satteldachbau, Erdgeschoss massiv, Obergeschoss in Fachwerk, bezeichnet „1762“, spätere Umbauten | D-4-74-124-8 Wikidata  | weitere Bilder |
| Talstraße 10 (Standort)                                               | Ehemalige Mühle                                                    | Dreigeschossiger giebelständiger Satteldachbau, massiv, verputzt, bezeichnet „1811“ und „1935“ | D-4-74-124-9 Wikidata  | BW |
| Talstraße 86 (Standort)                                               | Wohnhaus                                                           | Zweigeschossiger Satteldachbau, Erdgeschoss massiv, Obergeschoss Fachwerk, wohl frühes 19. Jahrhundert | D-4-74-124-20 Wikidata | weitere Bilder |

### Affalterthal
| Lage                        | Objekt                           | Beschreibung | Akten-Nr.              | Bild           |
| --------------------------- | -------------------------------- | --- | ---------------------- | -------------- |
| Affalterthal 4 (Standort)   | Bauernhaus                       | Traufständiger, erdgeschossiger Satteldachbau, Klebdach, massiv, verputzt, mit Fachwerkgiebel, erste Hälfte 19. Jahrhundert                                                                            | D-4-74-124-24 Wikidata | weitere Bilder |
| Affalterthal 13 (Standort)  | Bauernhof: Wohnhaus              | traufständiger zweigeschossiger Satteldachbau, Erdgeschoss massiv, Fachwerkobergeschoss, um 1700 | D-4-74-124-25 Wikidata | weitere Bilder |
| Affalterthal 13 (Standort)  | Bauernhof: Scheune               | Fachwerk mit Satteldach mit vorkragendem Giebel, bezeichnet „1735“ | D-4-74-124-25          | weitere Bilder |
| Affalterthal 18a (Standort) | Gasthaus zur Fränkischen Schweiz | Zweigeschossiger Satteldachbau in Ecklage, massiv, verputzt, mit Wirtshausrelief bezeichnet „1823“ | D-4-74-124-27 Wikidata | BW             |
| Affalterthal 18b (Standort) | Bauernhaus                       | Erdgeschossiger Satteldachbau auf Eckgrundstück, massiv, verputzt, erste Hälfte/Mitte 19. Jahrhundert                                                                                                  | D-4-74-124-26 Wikidata | BW             |
| Affalterthal 24 (Standort)  | Felsenkeller                     | Um 1823, sowie giebelständiger Stadel, Satteldachbau, massiv, erste Hälfte 19. Jahrhundert | D-4-74-124-28 Wikidata | BW             |
| Affalterthal 55 (Standort)  | Rathaus, ehemalige Schule        | Zweigeschossiger Walmdachbau, massiv verputzt, bezeichnet „1784“ | D-4-74-124-23 Wikidata | weitere Bilder |
| Affalterthal 55 (Standort)  | Evangelische Pfarrkirche         | Chorturmkirche, Schiff Walmdach, Chorturm 13. Jahrhundert, verändert um 1437, 1850 erhöht unter Erhalt der Zwiebelhaube von 1720, Langhaus im Kern spätmittelalterlich, Umbau um 1580; mit Ausstattung | D-4-74-124-22 Wikidata | weitere Bilder |
| Affalterthal 56 (Standort)  | Pfarrhaus                        | Zweigeschossiger Walmdachbau über hohem Keller, massiv, verputzt, Freitreppe zur Haustür, 1788/90 | D-4-74-124-29 Wikidata | weitere Bilder |

### Bärenthal
| Lage                   | Objekt | Beschreibung                                                                                         | Akten-Nr.              | Bild           |
| ---------------------- | ------ | --- | ---------------------- | -------------- |
| Bärenthal 1 (Standort) | Mühle  | Wohnhaus massiv, zweigeschossiger Satteldachbau mit Fachwerkgiebel, bezeichnet „1696“, erneuert 1829 | D-4-74-124-30 Wikidata | weitere Bilder |

### Bieberbach
| Lage                        | Objekt                                    | Beschreibung | Akten-Nr.              | Bild           |
| --------------------------- | ----------------------------------------- | --- | ---------------------- | -------------- |
| Bieberbach 56 (Standort)    | Wohnhaus                                  | Zweigeschossiges Walmdachhaus, Obergeschoss in Fachwerk, Erdgeschoss massiv, am Haustürgewände bezeichnet „1758“, Erdgeschoss überformt                   | D-4-74-124-32 Wikidata | BW             |
| Bieberbach 58 (Standort)    | Wohnstallhaus                             | Eingeschossiger, verputzter Massivbau mit Satteldach, Bruchstein, 1865                                                                                    | D-4-74-124-55 Wikidata | BW             |
| Nähe Hauptstraße (Standort) | Evangelische Reformationsgedächtniskirche | Saalkirche mit eingezogenem Rechteckchor, massiv, verputzt, Satteldach, Turm mit Spitzhelm, 1948–52 nach Plänen von Karl Pfeiffer-Haardt, mit Ausstattung | D-4-74-124-31 Wikidata | weitere Bilder |

### Dietersberg
| Lage                      | Objekt                                               | Beschreibung | Akten-Nr.              | Bild           |
| ------------------------- | ---------------------------------------------------- | --- | ---------------------- | -------------- |
| Dietersberg 91 (Standort) | Zehntstadel                                          | Schopfwalmdachbau, Kalkbruchstein verputzt, bezeichnet mit „1792“                                                                                      | D-4-74-124-34 Wikidata | weitere Bilder |
| Kirchenäcker (Standort)   | Ruine der ehemaligen Pfarrkirche Heilige Drei Könige | Umfassungsmauern einer Saalkirche auf Rechteckgrundriss, Bruchstein, ehemalige Gruft unter dem Chor, 15. Jahrhundert, 1803/50 größtenteils abgebrochen | D-4-74-124-33 Wikidata | weitere Bilder |

### Egloffsteinerhüll
| Lage                            | Objekt       | Beschreibung                                                    | Akten-Nr.              | Bild           |
| ------------------------------- | ------------ | --------------------------------------------------------------- | ---------------------- | -------------- |
| Egloffsteinerhüll 15 (Standort) | Gemeindehaus | Satteldachbau mit Dachreiter, massiv, verputzt, 18. Jahrhundert | D-4-74-124-35 Wikidata | weitere Bilder |

### Hammermühle
| Lage                     | Objekt     | Beschreibung                                                                                                 | Akten-Nr.              | Bild           |
| ------------------------ | ---------- | --- | ---------------------- | -------------- |
| Hammermühle 2 (Standort) | Mühle      | Zweigeschossiger giebelständiger Satteldachbau, massiv, verputzt, mit Fachwerkgiebel, bezeichnet „1773“      | D-4-74-124-37 Wikidata | weitere Bilder |
| Hammermühle 4 (Standort) | Wasserwerk | Zweigeschossiger Massivbau, verputzt, Mansarddach mit Schopf, Fledermausgaube, Reformstil, bezeichnet „1911“ | D-4-74-124-53 Wikidata | BW             |

### Hundsboden
| Lage                                                   | Objekt                                          | Beschreibung | Akten-Nr.              | Bild           |
| ------------------------------------------------------ | ----------------------------------------------- | --- | ---------------------- | -------------- |
| Hundsboden 1 (Standort)                                | Bauernhaus                                      | Stattliches Wohnstallhaus, Erdgeschoss massiv, Fachwerkobergeschoss, Satteldach, 18. Jahrhundert, Backhaus, massiv mit Satteldach, 18. Jahrhundert, nachträglich um Holzverschlag erweitert | D-4-74-124-39 Wikidata | weitere Bilder |
| In Hundsboden (Standort)                               | Katholische Kapelle zur Heiligen Dreifaltigkeit | Massiver Satteldachbau mit Giebeldachreiter, gotisierend, um 1890; mit Ausstattung | D-4-74-124-38 Wikidata | weitere Bilder |
| Taubenlohe; nahe der Straße nach Leutenbach (Standort) | Marter                                          | Sandsteinsäule, 18. Jahrhundert | D-4-74-124-40          | BW             |

### Hundshaupten
| Lage                                                        | Objekt                  | Beschreibung | Akten-Nr.              | Bild           |
| ----------------------------------------------------------- | ----------------------- | --- | ---------------------- | -------------- |
| Hundshaupten 18 (Standort)                                  | Ehemaliges Gemeindehaus | Erdgeschossiger massiver Satteldachbau mit Glockendachreiter, 18. Jahrhundert | D-4-74-124-42 Wikidata | weitere Bilder |
| Hundshaupten 25, Hundshaupten 1, In Hundshaupten (Standort) | Schloss                 | Kleine vierflügelige Anlage mit Schlosskapelle Sankt Anna, zweigeschossige Walmdachbauten, massiv, verputzt, Kern des Südost- und des Nordwestflügels sowie Turmstumpf 14. Jahrhundert, Nordost- und Südwesttrakt, spätestens um 1600, Arkaden im Hof 17. Jahrhundert, Umbauten 1737, mit Ausstattung, Zwingermauer mit Resten von runden Ecktürmen, spätmittelalterlich, zugehörig große Scheune, Fachwerk, Satteldach, um 1600, kleine Scheune, massiv, verputzt, Satteldach, um 1800 | D-4-74-124-41 Wikidata | weitere Bilder |

### Schweinthal
| Lage                              | Objekt                     | Beschreibung | Akten-Nr.              | Bild           |
| --------------------------------- | -------------------------- | --- | ---------------------- | -------------- |
| In Schweinthal (Standort)         | Feuerwehrhaus              | Kleiner erdgeschossiger Satteldachbau, massiv, verputzt, mit verschiefertem Glockendachreiter auf dem First, Mitte 19. Jahrhundert        | D-4-74-124-46 Wikidata | weitere Bilder |
| Schweinthal 1, Trubach (Standort) | Wassermühle                | Zweigeschossiger Satteldachbau, Wohnteil im Erdgeschoss massiv, Obergeschoss und Giebel in Fachwerk, Mühlenhaus massiv, bezeichnet „1774“ | D-4-74-124-44 Wikidata | weitere Bilder |
| Schweinthal 17 (Standort)         | Zugehöriger Fachwerkstadel | 18. Jahrhundert, giebelständig mit Satteldach                                                                                             | D-4-74-124-47 Wikidata | BW             |